# Kamaal the Abstract
Albums de Q-Tip
The Renaissance
(2008)
Kamaal the Abstract est le troisième album studio de Q-Tip, sorti le 15 septembre 2009.
Sa sortie était prévue le 23 avril 2002, mais le label l'annula, trouvant la maquette trop peu commerciale. L'album est finalement sorti de manière officielle en 2009.

## Liste des titres
| No | Titre                                                     | Durée |
| -- | --------------------------------------------------------- | ----- |
| 1. | Feelin                                                    | 4:32  |
| 2. | Do You Dig U? (featuring Kurt Rosenwinkel et Gary Thomas) | 7:19  |
| 3. | A Million Times                                           | 4:16  |
| 4. | Blue Girl                                                 | 5:20  |
| 5. | Barely in Love                                            | 4:03  |
| 6. | Heels                                                     | 3:07  |
| 7. | Abstractionisms (featuring Kenny Garrett)                 | 5:19  |
| 8. | Caring                                                    | 1:40  |
| 9. | Even If It Is So                                          | 5:30  |

| 10. | Make It Work     | 3:59 |
| 11. | Damn You’re Cool | 3:51 |